# Dragan Kukavica
Dragan Kukavica je hrvatski kemijski inženjer, poduzetnik i društveni djelatnik.

## Životopis
Kukavica je diplomirao na Kemijsko-tehnološkom fakultetu i dobitnik je nagrade Sveučilišta u Zagrebu za znanstveni rad studenta koji je radio na Institutu Ruđer Bošković. Nakon Instituta, zapošljava se na Kemijsko-tehnološkom fakultetu kao asistent 1979. godine. Nakon toga prelazi u Istraživački institut Pliva. Magistrirao je iz područja tehničkih znanosti na Sveučilištu u Zagrebu, a osim toga studirao je i filozofiju na Filozofskom fakultetu.
Godine 1997. je osnovao poduzeće Kemograf koje je proizvodilo dezinficijense i grafička sredstva gdje je obavljao poslove predsjednika uprave. Također, 1997. godine kupuje i poduzeće Horus koja ima optičku djelatnost i bavi se proizvodnjom biocida te je zastupnik međunarodne korporacije Arch Chemicals i pokriva Hrvatsku, Bosnu i Hercegovinu i Makedoniju. Horus je vodio do 2022. godine.
Kukavica je bio veliki majstor Velike lože Hrvatske, treći po redu, i to u razdoblju od 2006. do 2015. godine.
Jedan je od osnivača Hrvatsko-američkog društva (HAD) osnovanog u travnju 1991. godine u Zagrebu. Dugogodišnji je predsjednik skupštine ove udruge.

## Vanjske poveznice
- Autorski članci na portalu Večernjeg lista